# Makdha
Makdha là một đô thị thuộc tỉnh Mascara, Algérie. Dân số thời điểm năm 2002 là 4.439 người.